# Dedel (geslacht)

Familiewapen van Dedel (1849)

Dedel is een Nederlands geslacht waarvan leden sinds 1815 tot de Nederlandse adel behoren.

## Geschiedenis
De stamreeks begint met Willem Joostensz. die in 1524 drapenier te Leiden was en van 1548-1556 vermeld wordt in verband met de wolaccijns. Een nazaat, Salomon Dedel (1775-1846) werd op 23 oktober 1811 door keizer Napoleon verheven tot baron de l'Empire. Bij Koninklijk Besluit van 16 september 1815 werden hij en zijn neef Pieter Samuel Dedel (1766-1851) verheven in de Nederlandse adel. Een zoon van de laatste werd op 10 mei 1849 verleend de titel van baron bij eerstgeboorte, nadat dat al gebeurd was op 18 december 1844 voor de genoemde Salomon (1775-1846). De baronale takken stierven uit; thans wordt door leden van de familie alleen nog het predicaat gevoerd.
Het geslacht leverde vele juristen, bestuurders en hofdienaars, en behoorde tot het regentenpatriciaat van Amsterdam..
In 1991 waren er nog vier mannelijke telgen in leven, de laatste geboren in 1979. De jongste mannelijke telg is geboren in 2016.

## Enkele telgen
Mr. Johan Willemsz Dedel (1589-1665), raadsheer en president van het Hof van Holland, broer van de volgende.

Mr. Nicolaas Willemsz Dedel (1597-1646), rechtsgeleerde, rector magnificus (1639-1640) van de Universiteit Leiden, broer van de volgende.

Mr. Willem Willemsz Dedel (1599-1650), advocaat te Den Haag, griffier van de Hoge Raad van Holland. 

Van hem stammen af:
- mr. Johan Willem Dedel (1636-1715), schepen en burgemeester van Den Haag
  - mr. Willem Gerrit Dedel (1675-1715), schepen en secretaris van Amsterdam, bewindhebber van de West-Indische Compagnie
    - mr. Jan Hudde Dedel (1702-1777), schepen en burgemeester van Den Haag
      - mr. Willem Gerrit Dedel (1726-1768), Nederlands ambassadeur te Constantinopel (1764-1768)
      - Abraham Dedel (1732-1798), burgemeester van Amsterdam in 1788 en 1792

    - mr. Salomon Dedel (1711-1774), schepen van Amsterdam en bewindhebber van de West-Indische Compagnie
      - mr. Willem Gerrit Dedel (1734-1801), onder andere schepen en hoofdschout van Amsterdam
        - jhr. mr. Pieter Samuël Dedel (1766-1851), lid van de Tweede Kamer; in 1815 verheven in de Nederlandse adel
          - mr. Willem Gerrit baron Dedel (1791-1860), minister-resident te Rio de Janeiro en ambassadeur te Hannover; verkreeg in 1849 de titel van baron met overgang bij eerstgeboorte maar stierf ongehuwd
          - jhr. mr. Cornelis Dedel (1806-1885), rechter en president van de Amsterdamse arrondissementsrechtbank
            - jhr. mr. Willem Gerrit Dedel (1850-1932), hoogheemraad en dijkgraaf
              - jhr. mr. Cornelis Dedel (1894-1981), burgemeester van Abcoude, dijkgraaf en hoogheemraad, kamerheer van de koninginnen Wilhelmina en Juliana, intendant van Soestdijk, particulier secretaris van prins Bernhard; trouwde in 1935 met Anne Maria barones Bentinck (1906-?), hofdame van prinses Juliana
                - jhr. Willem Gerrit Dedel (1940), bankier, chef de famille
                  - jhr. ir. Adriaan Dedel (1978), civiel ingenieur (TUDelft), vermoedelijke opvolger als chef de famille; trouwde in 2008 met Eléonore prinses de Merode MBA, archeologe, kunsthistoricus en Master in Islamitische kunst en archeologie (University of London), en telg uit het Belgische, prinselijke geslacht De Merode

              - jkvr. Agnes Maria Dedel (1896-1987); trouwde in 1924 met mr. Karel Jan Gijsbert baron van Hardenbroek, heer van 's-Heeraartsberg en Bergambacht (1890-1963), burgemeester en jagermeester i.b.d. van koningin Juliana

      - Salomon Dedel (1736-1800), schout-bij-nacht
        - Salomon baron Dedel (1775-1846), ambassadeur, laatstelijk te Londen; in 1815 verheven in de Nederlandse adel, verkreeg in 1844 de titel van baron met overgang bij eerstgeboorte
          - Gerard Willem baron Dedel (1827-1882), laatste telg die de titel baron voerde

        - mr. Jacob Willem Dedel (1778-1848), lid Eerste Kamer
          - Margaretha Cornelia Dedel (1806-1879), weldoenster en bestuurster

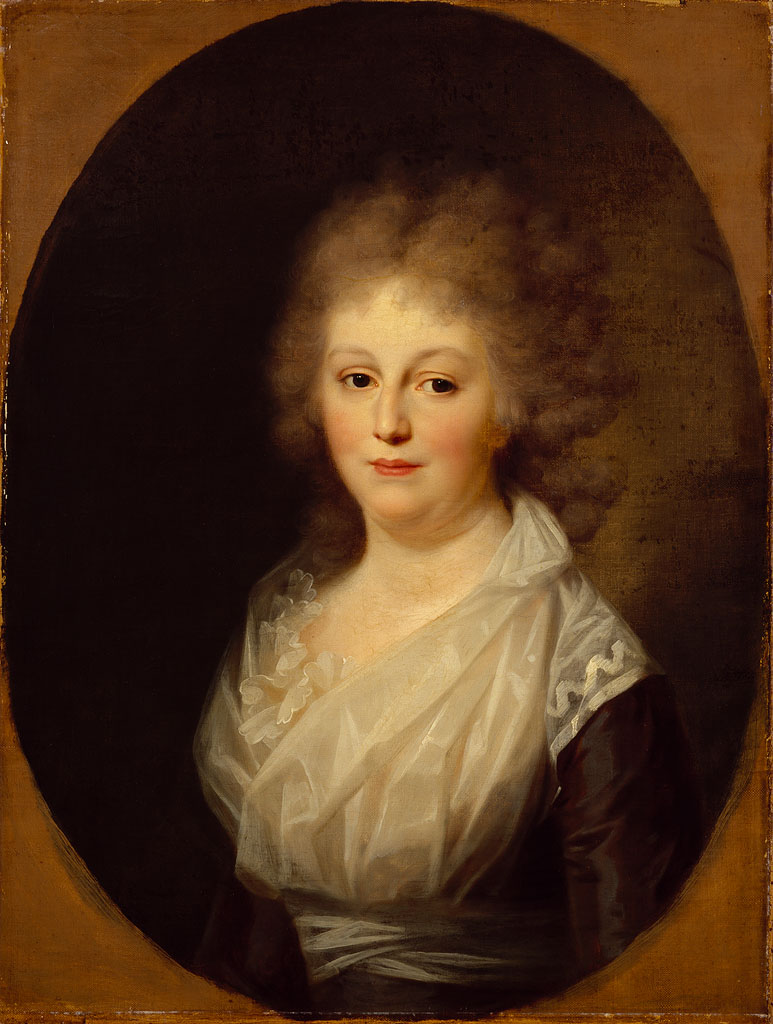
Agnes Maria Dedel (1767-1827)
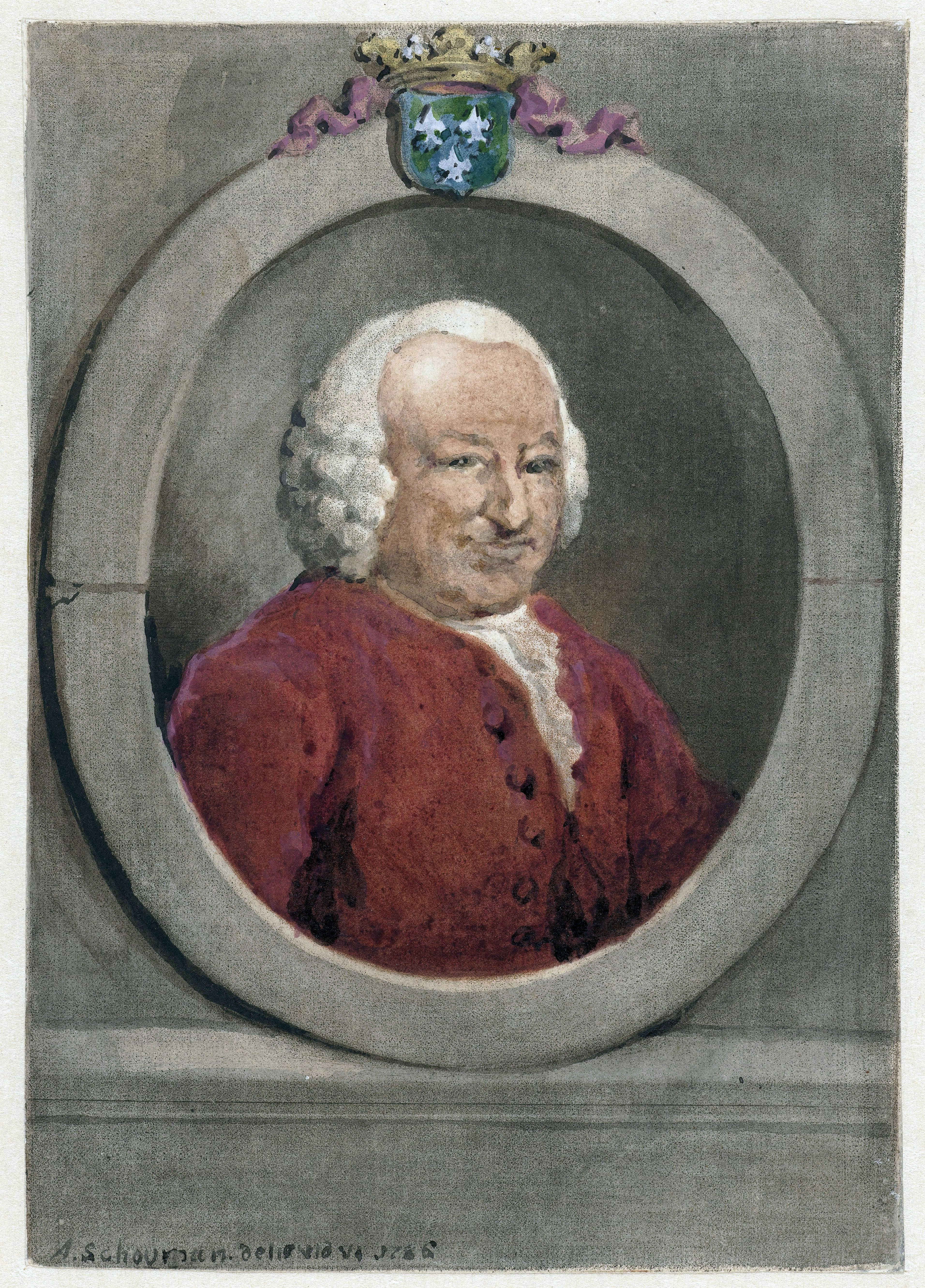
Jan Hudde Dedel (1702-1777)
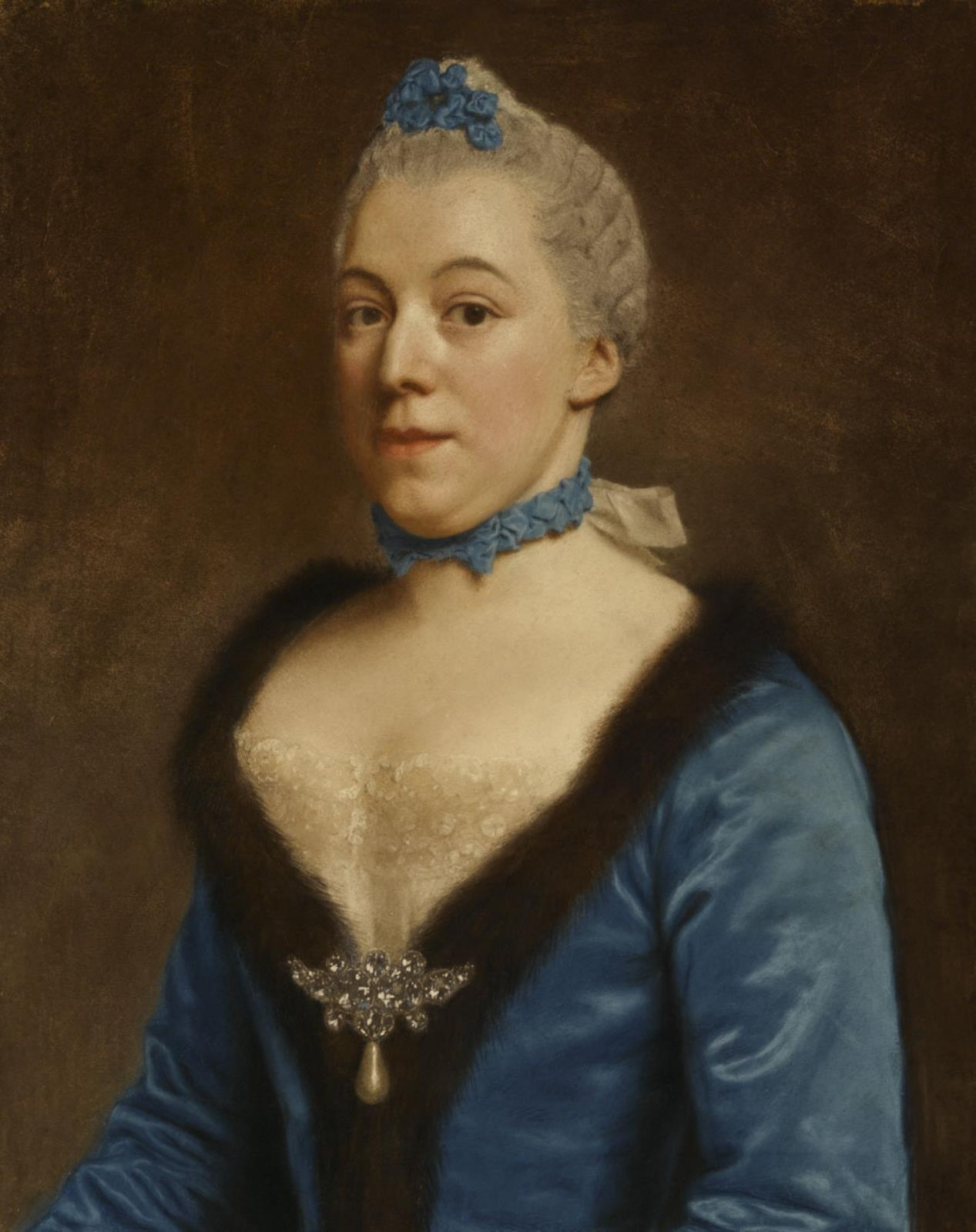
Clara Magdalena Dedel (1727-1778)
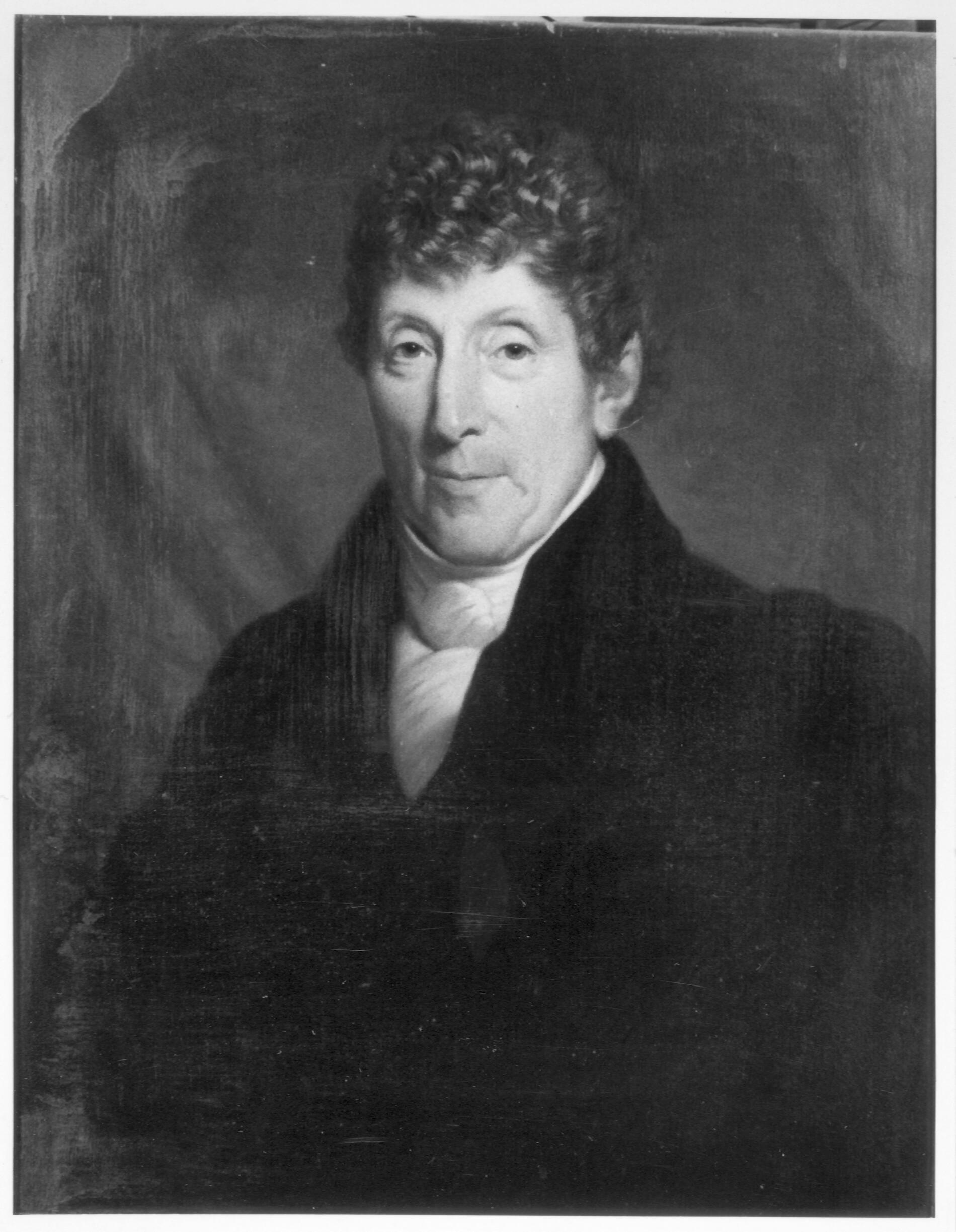
Pieter Samuël Dedel (1766-1851)